# Neoromaanse architectuur

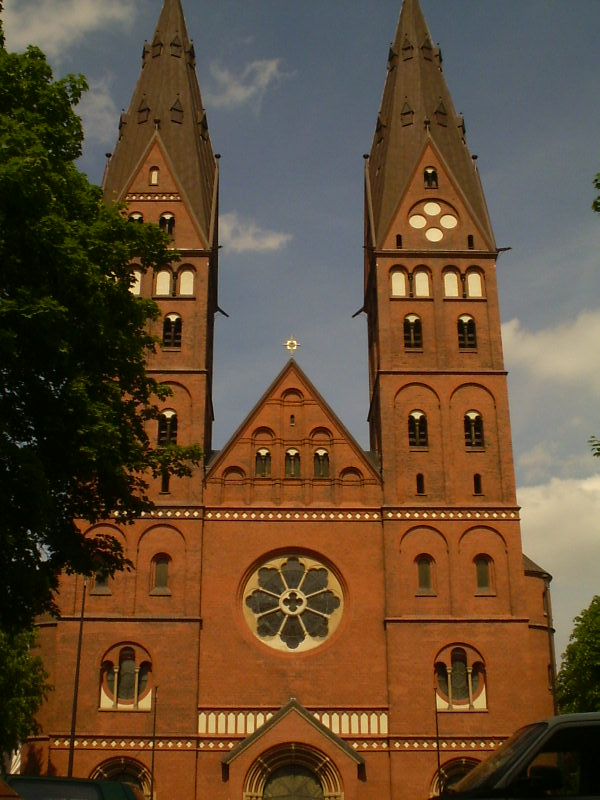
Neoromaans in Duitsland: de Nieuwe Mariadom in Hamburg

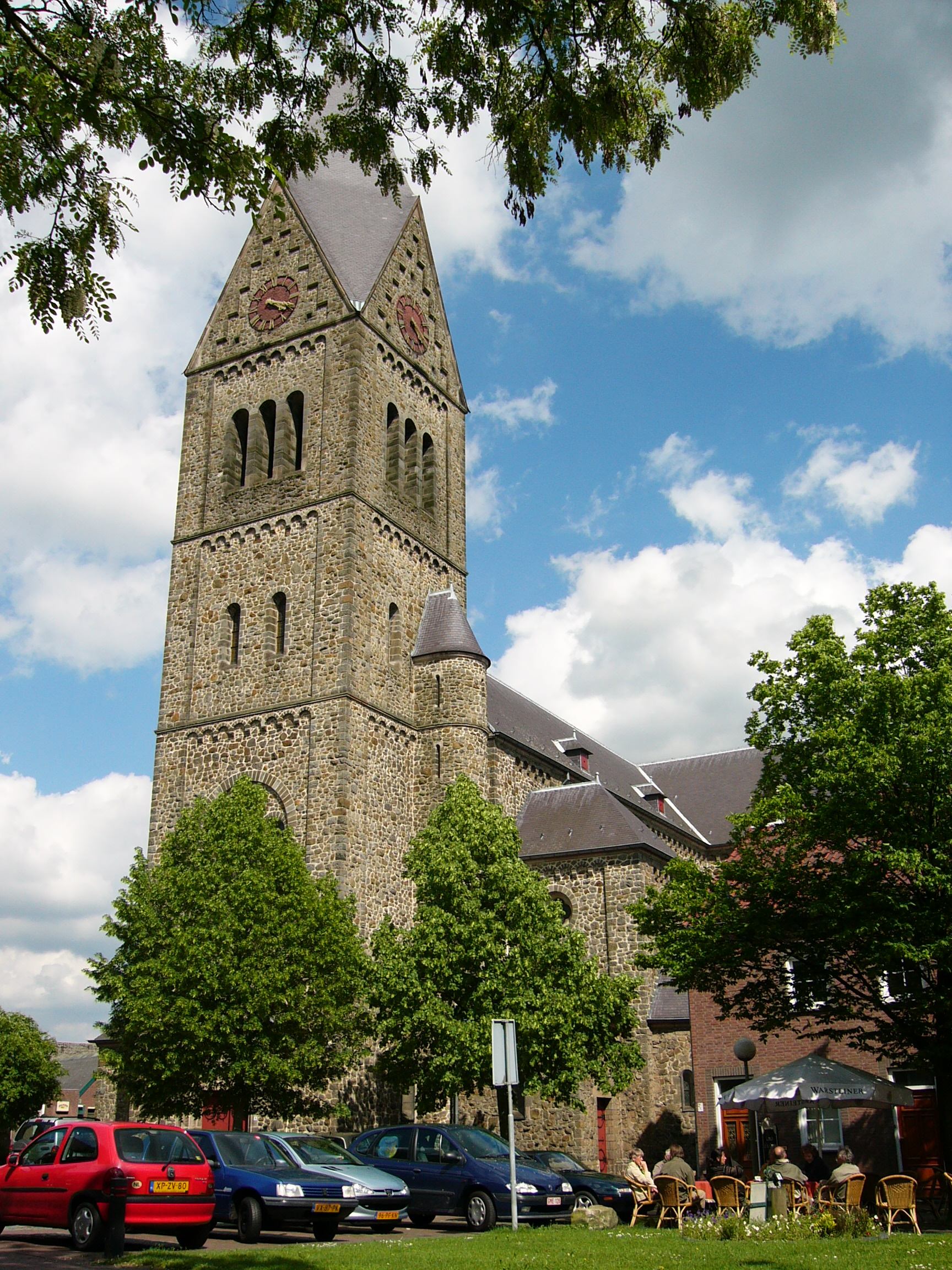
Neoromaans in Nederland: de Sint-Petruskerk in Gulpen

Neoromaanse architectuur duidt op een aantal door de romaanse architectuur geïnspireerde bouwstijlen die vooral bij de bouw van kerken zijn toegepast. Een variant van het neoromaans is de neoromanogotiek.
Begin 19e eeuw ontstond opnieuw belangstelling voor bouwstijlen uit de middeleeuwen, vooral de gotiek maar in mindere mate ook het romaans. De invloed van het romaans uitte zich allereerst in het verwerken van romaanse stijlkenmerken bij verder neoclassicistische gebouwen. Met name het gebruik van romaans aandoende voorgevels kwam veel voor. Omdat er geen sprake was van nabootsing van de romaanse bouwwijze, wordt deze stijl meestal tot het eclecticisme gerekend. In deze stijl verrezen ook veel niet-kerkelijke gebouwen. Pas nadat de neogotiek tot volle bloei was gekomen, ontwikkelde zich ook een echte neoromaanse stijl waarin werd teruggegrepen op de romaanse bouwstijl, en dan vooral de rijkelijk versierde late varianten daarvan, die vooral werd gebruikt voor kerken.
Er wordt ook wel een onderscheid gemaakt tussen twee stijlvarianten binnen de neoromaanse architectuur, namelijk de Normandische en de Lombardische stijl. Deze namen verwijzen naar het type van romaanse architectuur waar als inspiratie naar werd teruggegrepen, zijnde die van de Normandiërs in Engeland of die van de Italianen in Lombardije.

## Duitsland
Vooral in Duitsland, en met name in Pruisen, was deze neoromaanse stijl van groot belang. Hier werd de romaanse stijl, overigens ten onrechte, als echt Duits beschouwd, in tegenstelling tot de van oorsprong Franse gotiek. Het neoromaans kreeg hierdoor mede een nationalistisch karakter, dat zich vooral uitte in de bouw van protestantse kerken als de Kaiser-Wilhelm-Gedächtniskirche in Berlijn. Hierbij werd sterk gerefereerd aan de laatromaanse kerken van het Rijnland. Ook origineel middeleeuwse gebouwen werden in het kader van deze trend in historiserende, neogotische of neoromaanse stijl gerestaureerd, wat neerkwam op een reconstructie van verloren gegane gedeeltes van een gebouw. De Duitse monarchen Keizer Wilhelm I van Duitsland en Keizer Wilhelm II namen vaak zelf het initiatief tot zulke vaderlandslievende bouwprojecten.  Een goed voorbeeld hiervan is de in 1875 gerenoveerde Kaiserpfalz te Goslar. Ook Burg Dankwarderode, een herbouwd middeleeuws kasteel te Braunschweig, dat een dependance is van het Herzog Anton Ulrich-Museum, is een neoromaanse reconstructie.
Een Duits architect van Nederlandse afkomst, die deze stijl toepaste, was Johannes Franciscus Klomp; hij ontwierp o.a. de Sint-Antoniusbasiliek te Rheine.
In Beieren is Kasteel Neuschwanstein een bekend voorbeeld van overwegend neoromaanse architectuur.

## Nederland
Ook in Nederland was het neoromaans vooral gebaseerd op de late varianten van de romaanse stijl. Al in de tweede helft van de 19e eeuw kwamen enkele katholieke neoromaanse kerken tot stand, waaronder enkele werken van Adrianus Bleijs en de indrukwekkende, vaak als neoromanogotisch aangeduide, koepelkerken van Carl Weber. Dergelijke neoromaanse kerken vormden echter uitzonderingen te midden van de dominante neogotiek. De stijl kwam pas tot een echte bloei na de eeuwwisseling, toen architecten als Jos Cuypers en Jan Stuyt zich steeds meer van de neogotiek afkeerden en romaanse invloeden in hun ontwerpen gingen verwerken, een voorbeeld dat ook onder enkele architecten van de neogotiek, als Caspar Franssen, enige navolging vond. Met name in de provincie Limburg was het neoromaans als overgangsstijl van groot belang. In Nijmegen bevindt zich de Titus Brandsma Gedachteniskerk, een rooms-katholieke kerk in neoromaanse stijl van de hand van de plaatselijke architect B.J.C. Claase.

## België
In tegenstelling tot in Nederland was in België de neogotiek nooit zo dominant dat gebruik van andere stijlen bij de kerkenbouw vrijwel was uitgesloten. Vanaf ongeveer 1870 werden enkele belangrijke neoromaanse kerken gebouwd, onder andere in Spa en Rochefort, in een laatromaans aandoende stijl.

## Noord-Amerika
De Sint-Johannes de Doperbasiliek (afgewerkt 1855) te St. John's in de Kolonie Newfoundland was een van de vroegste voorbeelden van de Lombardisch-neoromaanse architectuur in Noord-Amerika. De stijl werd in de Verenigde Staten en Canada in de 19e eeuw voornamelijk populair bij de bouw van universiteiten.

## Galerij

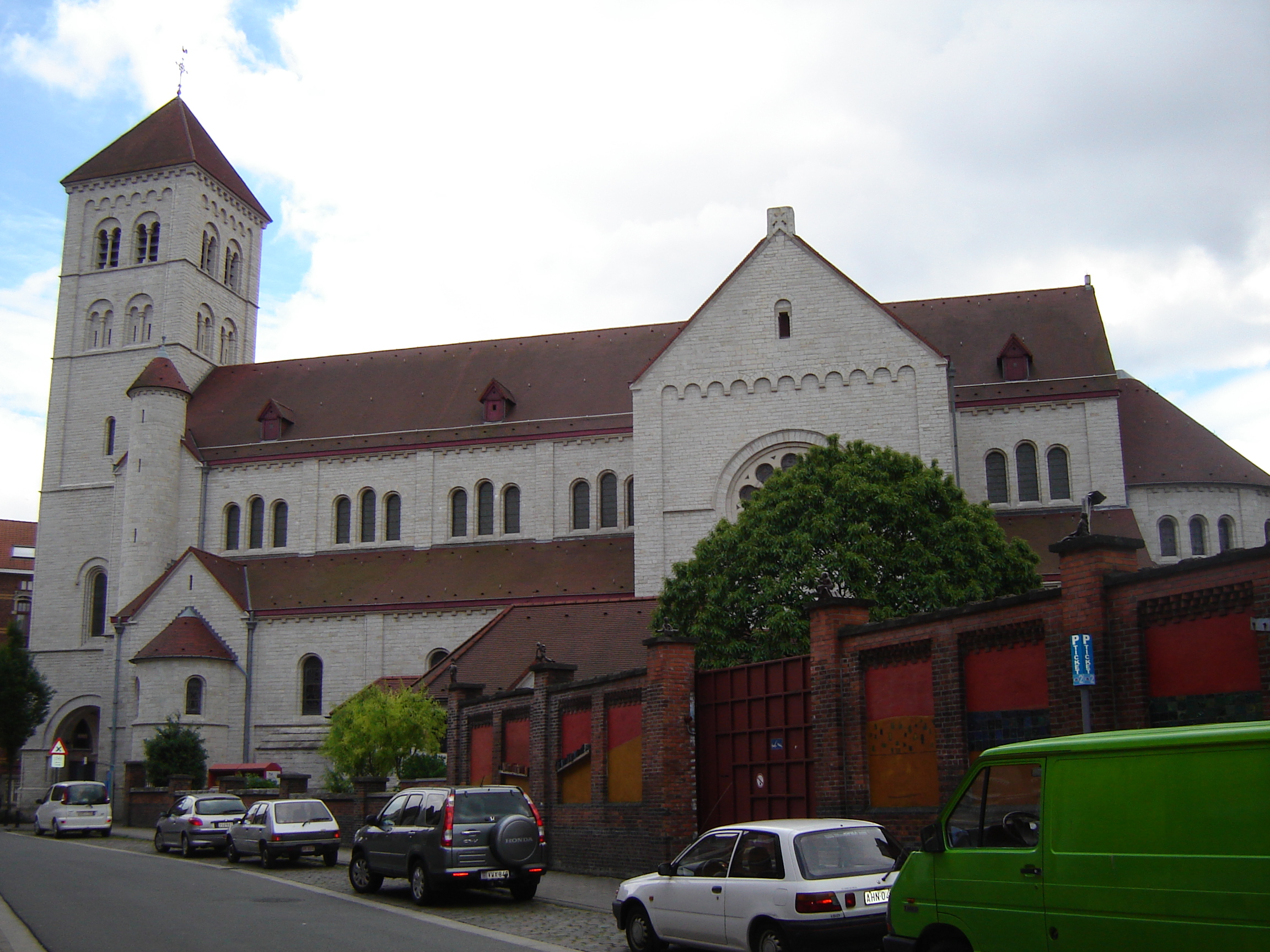
Sint-Pauluskerk, Gent
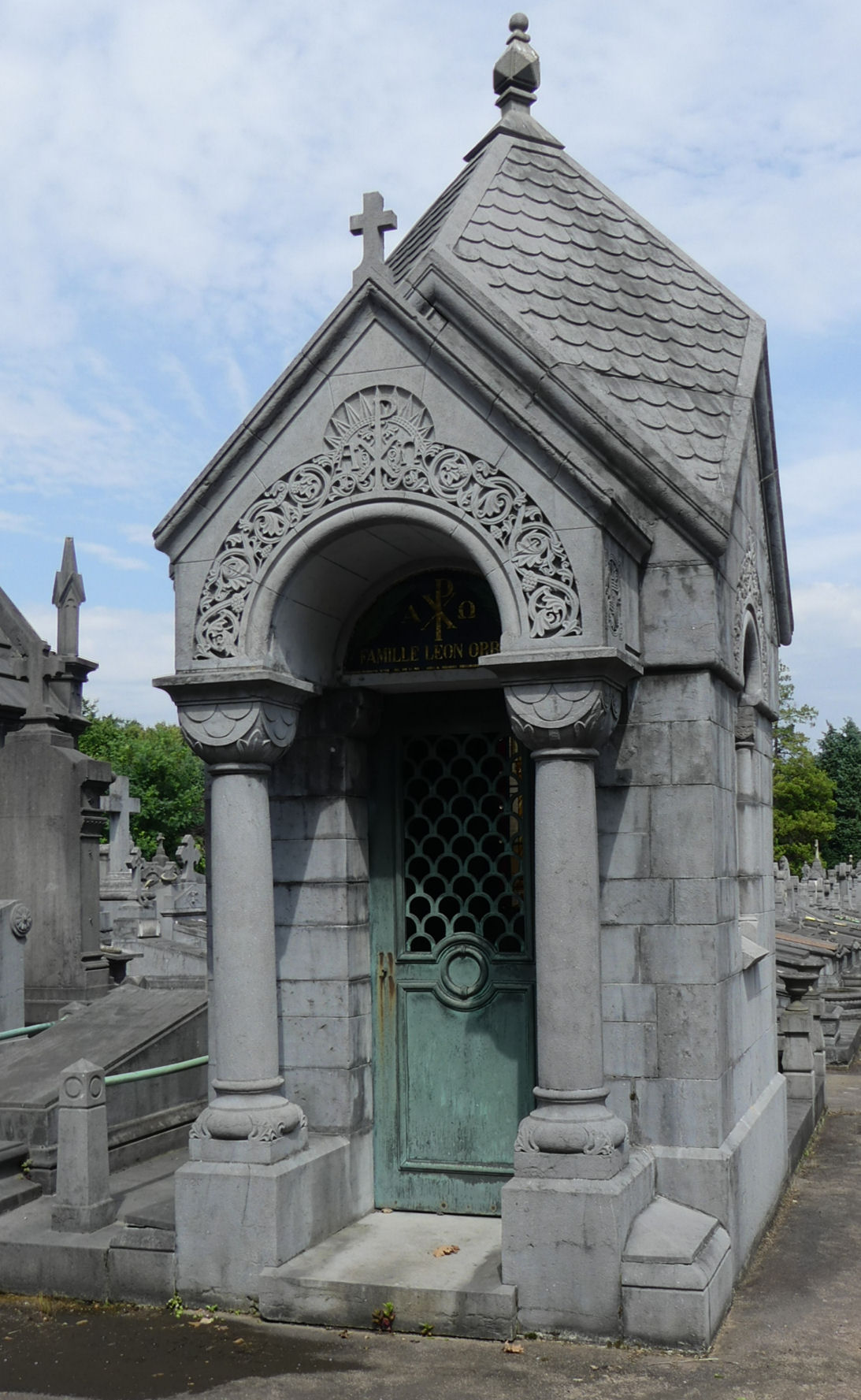
Grafkapel in arduin van Léon Orban, door Ernest Salu
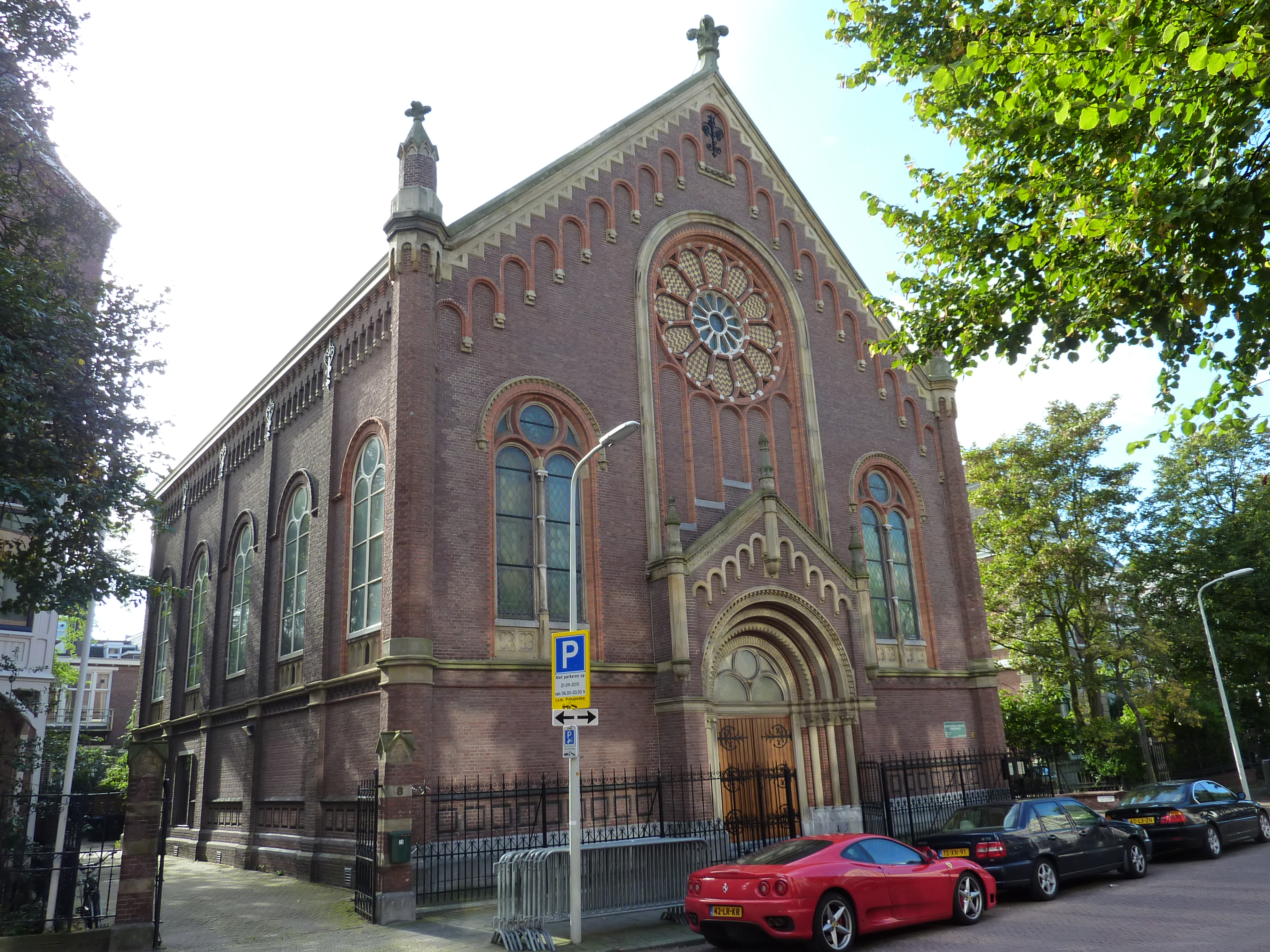
Paleiskerk, rijksmonument te Den Haag
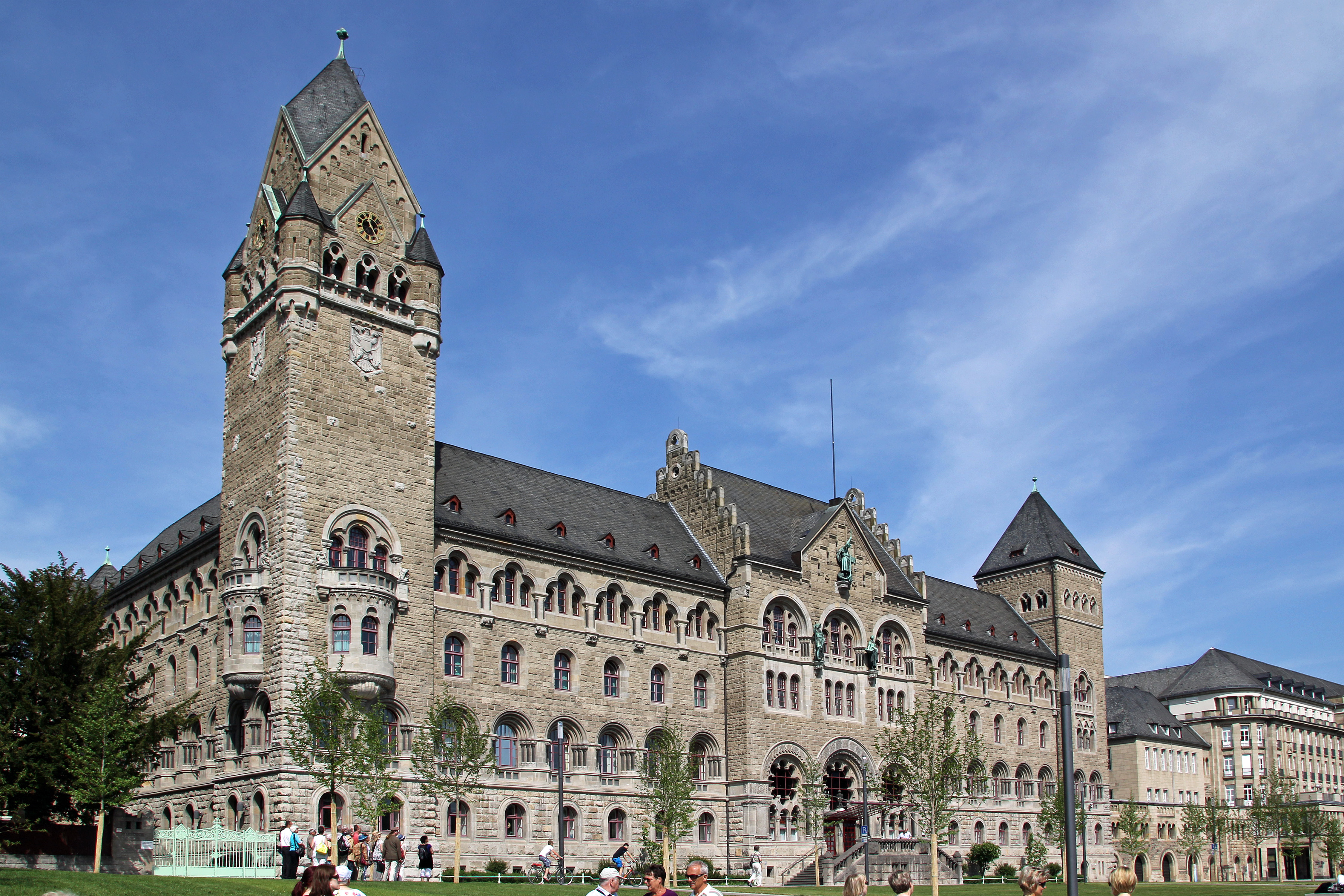
Voormalig Pruisisch Regeringsgebouw, Koblenz (1902-1906)
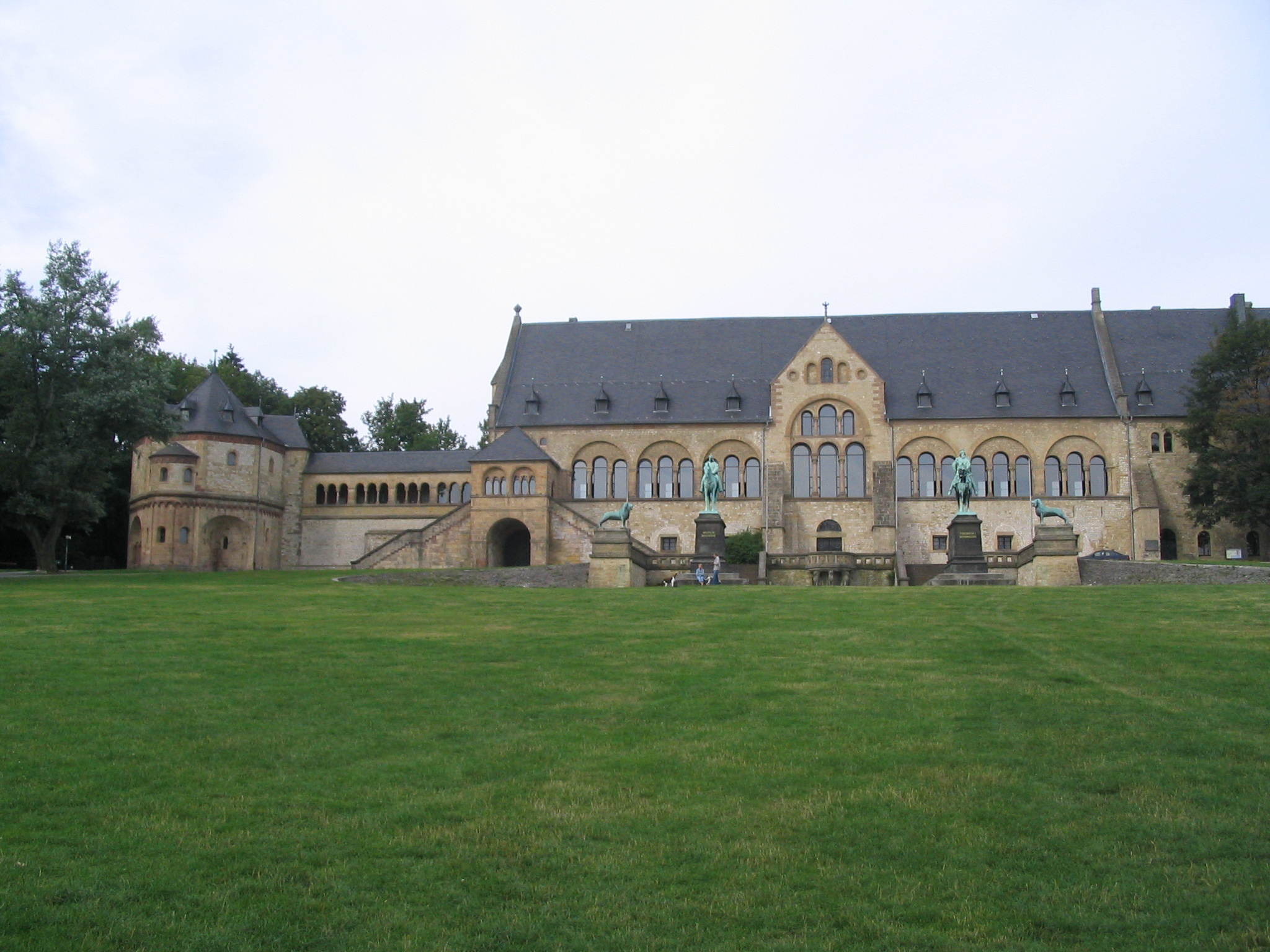
Keizerpalts Goslar
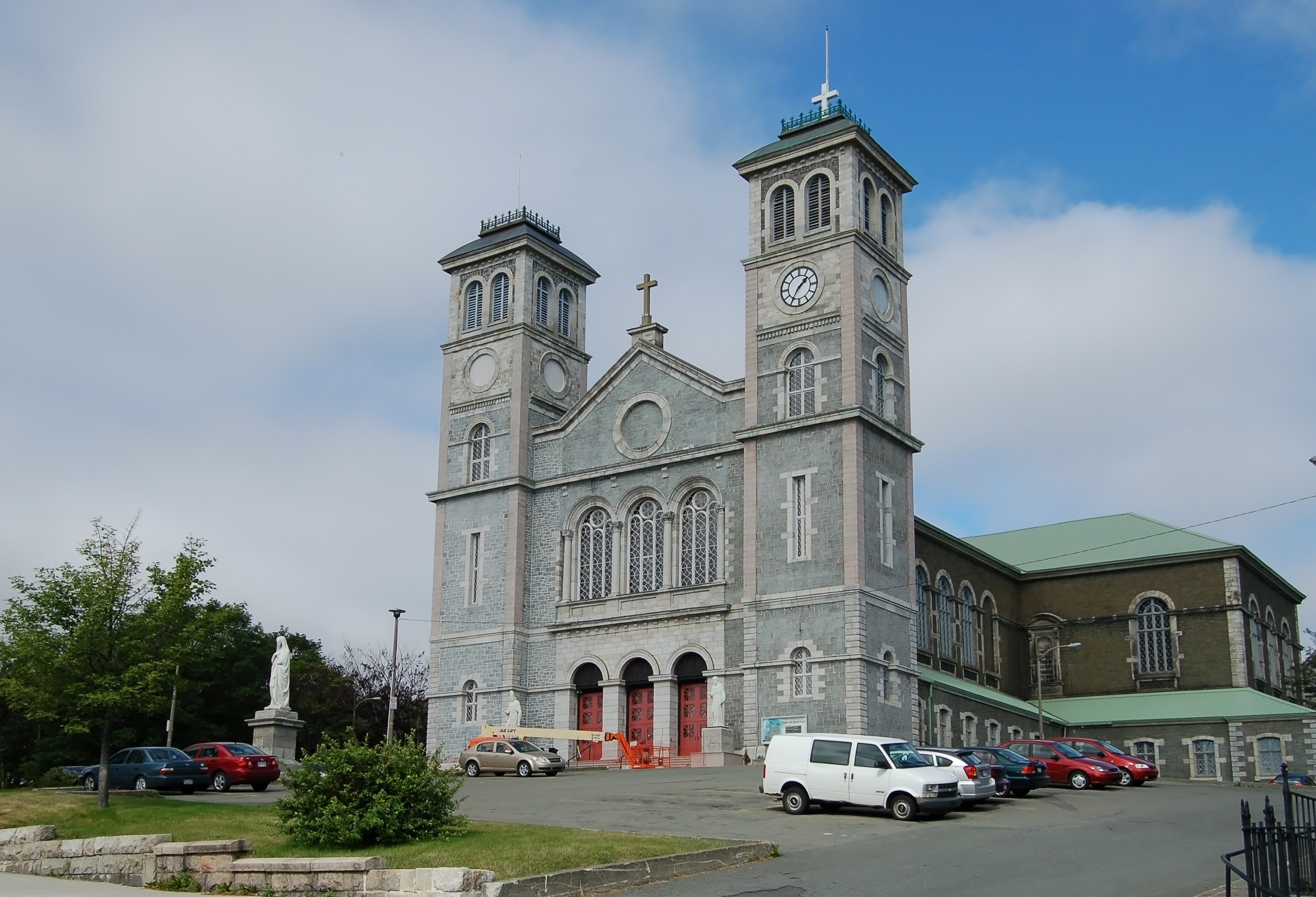
Sint-Johannes de Doperbasiliek, national historic site te St. John's, Canada